# Inder Kumar Gujral
Inder Kumar Gujral (în limba hindi इन्द्र कुमार गुजराल; n. 4 decembrie 1919 - d. 30 noiembrie 2012) a fost un om politic indian, care a îndeplinit funcția de prim ministru al Indiei în perioada 21 aprilie 1997 - 19 martie 1998.